# Ophiusa unipuncta
Ophiusa unipuncta là một loài bướm đêm trong họ Erebidae.